# Enaex Brasil
Enaex Brasil é uma multinacional da indústria química brasileira, especializada na produção de explosivos e pertencente ao grupo chileno Sigdo Koppers. 
Com sede na cidade paranaense de Quatro Barras, a empresa é líder do mercado nacional de explosivos e serviços de desmonte de rochas.

## História
Fundada em 1961 como Fábrica de Explosivos Britanite, no Paraná, a empresas tinha o objetivo de dar suporte as grandes obras previstas para as década de 1960 e 1970 de infraestrutura elétrica, rodoviária, ferroviário, entre outras. Desta forma, participou no fornecimento de explosivos e serviços na Hidrelétrica de Itaipu, Usina Hidrelétrica de São Simão, Ferrovia Carajás, entre outras.
Em 1969, a empresas passou para o Grupo C.R. Almeida e mais tarde, sua razão social passou a ser denominada de IBQ Indústria Química.
No início da década de 2010, a CR Almeida vendeu parte das suas ações para a Enaex, do grupo chileno Sigdo Koppers e também para a Exsa, do grupo peruano Brescia.
Em 2014, a empresa teve uma receita líquida de US$ 200 milhões e a liderança do mercado em 41% das operações brasileiras.
Em agosto de 2015, já com 45% do mercado brasileiro de explosivos, a empresa Enaex (líder mundial na produção de Nitrato de amônio), do grupo Sigdo Koppers, comprou 100% das ações da empresa e desta forma, a Britanite faz parte da empresa líder da América Latina no fornecimento de explosivos.
Atualmente, a Enaex é uma importante fornecedora de explosivos para desmonte de rochas na indústria de mineração.

## Acidente de agosto de 2025
No início da manhã de 12 de agosto de 2025, uma explosão devastadora ocorreu na fábrica da Enaex Brasil, localizada em Quatro Barras, na Região Metropolitana de Curitiba, Paraná. O acidente, que aconteceu por volta das 5h40 em uma área de 25 metros quadrados destinada ao armazenamento de material explosivo, resultou na morte de nove funcionários que estavam reunidos para uma oração antes do início do turno de trabalho. Além das mortes, sete outras pessoas sofreram ferimentos.
A força da explosão abriu uma cratera no local, fragmentou os corpos das vítimas e causou danos estruturais em residências e comércios próximos, com relatos de tremores sendo sentidos em oito cidades da região. A Enaex já havia registrado um acidente semelhante em 2004, com quatro mortes, o que levantou sérios questionamentos sobre os protocolos de segurança da empresa.